# Szupercellás zivatar
A szupercellás zivatar konvektív vihar mély és tartós mezociklonnal.

## Jellemzője

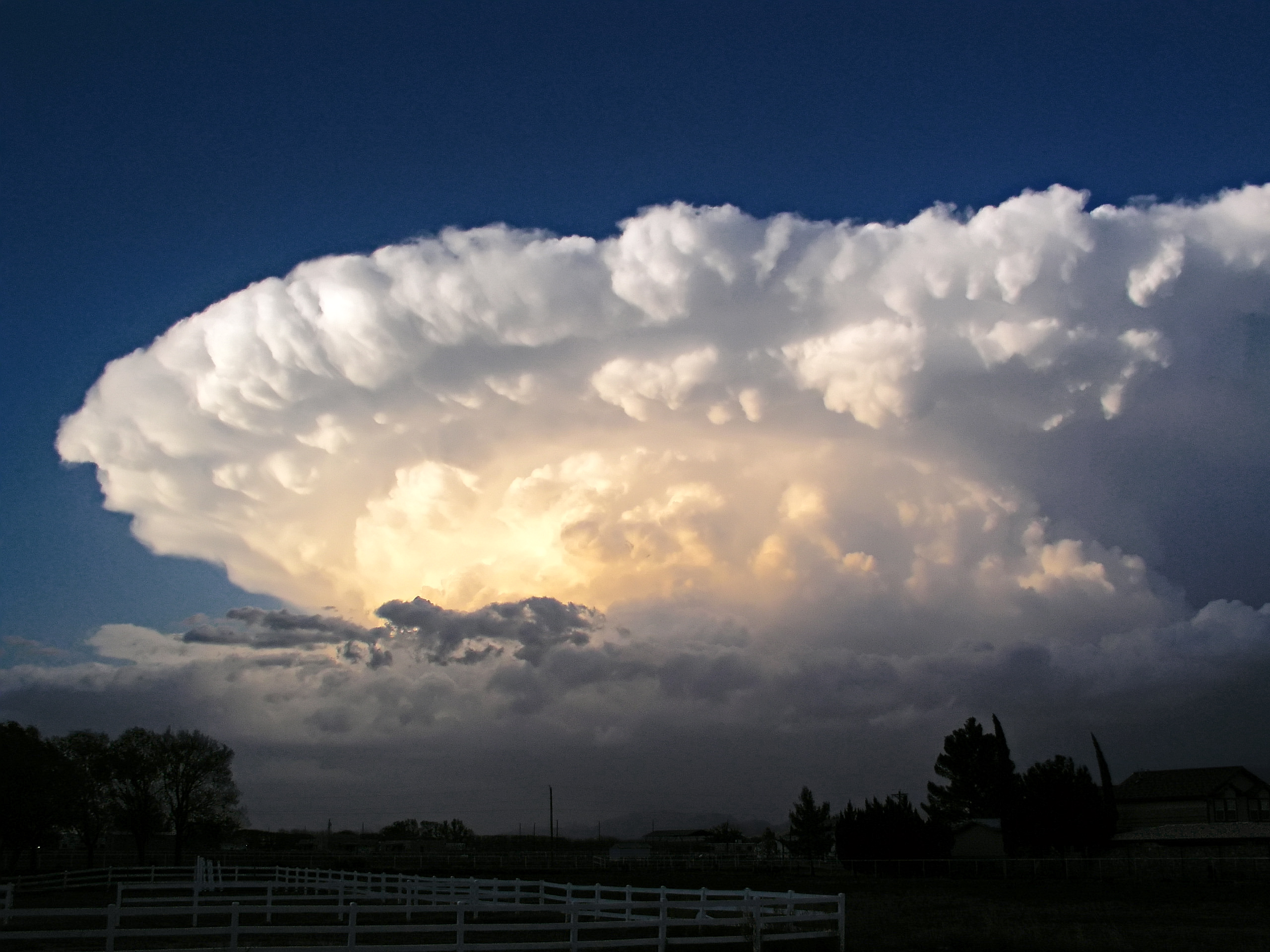
Szupercellás zivatar Mexikóban

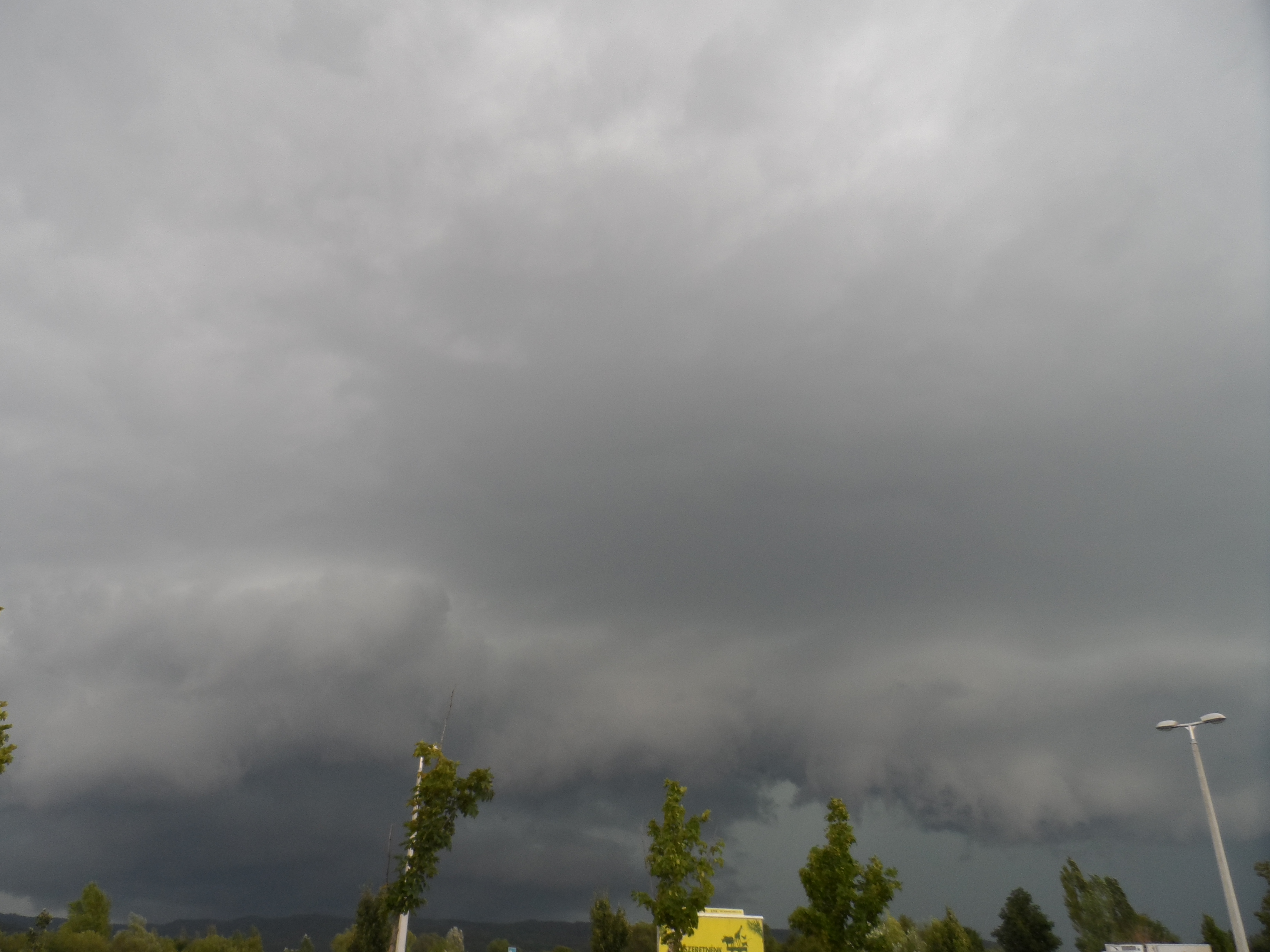
A szupercellákat legkönnyebben a peremfelhőjükről és/vagy a falfelhőjükről ismerhetjük fel

Erős (15 m/s vagy annál erősebb 0–6 km-es) szélnyírás.
Nagy labilitás.
Ritkán fordul elő.
Gyakran okoz heves eseményeket („károkozó” szél, „nagyméretű” jég vagy tornádó).
Mezociklont tartalmaz.
Ha tornádó alakul ki belőle, azt mezociklonális tornádónak nevezzük. A mezociklonális tornádók Magyarországon ritkábban fordulnak elő, mint a nem mezociklonális tornádók, de erősebbek is.

## Mezociklon
Forgó feláramlás és az ehhez kapcsolódó alacsony légnyomású, frontális jellegű struktúra.
Mély: vertikálisan folytonos forgás, amely a vihar legalább 1/3-ad részére kiterjed. 
Tartós: legalább annyi ideig fennáll, ameddig egy légrész a felhőalaptól a felhőtetőig eljut. Ez a folyamat kb. 10-20 percig tart.

## Típusai
- HP (high precipitation) szupercella (a hátoldali leáramlásában (RFD-ben) több a csapadék).
- LP (low precipitation) szupercella (a hátoldali leáramlásában (RFD-ben) kevesebb a csapadék).
- Klasszikus szupercella.
- Mini szupercella (kisebbek a „hagyományos” szupercellákhoz képest).
- Ciklikus szupercella (bedöglik a mezociklon és létrejön egy újabb mezociklon).

## Tölcsérképződés, „tiszta rés”
Amikor a hátoldali leáramlás (RFD) rátekeredik a mezociklonra, akkor jelenik meg az ún. „tiszta rés”. Ez már komoly esélyt nyújthat tölcsérek (tubák, tornádók) kialakulására. Ha a 0–1 km-es szélnyírás eléri vagy meghaladja a 10 m/s-ot, az már kedvező szélnyírást nyújthat akár tornádó kialakulására is. A „tiszta rés” megjelenése után már nincs sok hátra (5-10 perc), hogy a felhőtölcsér létrejöjjön, de előfordulhat, hogy ez a várva várt esemény elmarad.